# Zielonczyn, Tỉnh West Pomeranian
Zielonczyn [ʑeˈlɔnt͡ʂɨn] là một ngôi làng thuộc khu hành chính của Gmina Stepnica, thuộc hạt Goleniów, West Pomeranian Voivodeship, nằm ở phía tây bắc Ba Lan.
Làng có dân số 80 người.